# Elisabetta di Pomerania
Elisabetta di Pomerania (1347 – Hradec Králové, 14 febbraio 1393) è stata la quarta ed ultima moglie dell'imperatore Carlo IV, che era anche re di Boemia. Era figlia del duca Boghislao V di Pomerania e della moglie Elisabetta di Polonia; erano suoi nonni materni re Casimiro III di Polonia e Aldona di Lituania.

## Matrimonio
Il matrimonio di Carlo ed Elisabetta venne celebrato il 21 maggio 1363 a Cracovia, un anno dopo la morte della terza moglie dell'Imperatore, Anna di Schweidnitz; la sposa aveva sedici anni, mentre lo sposo quarantasette. Carlo IV sposò Elisabetta principalmente per ragioni diplomatiche, dal momento che l'unione aiutò a rompere la coalizione anti-ceca, guidata dal duca Rodolfo IV d'Asburgo, che legava Austria, Polonia e Ungheria. Il 18 giugno 1363, nella capitale boema, Praga, Elisabetta venne incoronata regina di Boemia; cinque anni più tardi, il 1º novembre 1368, a Roma, essa ricevette la corona di imperatrice da papa Urbano V.
Diede alla luce sei figli:
- Anna (Praga, 11 luglio 1366 – Sheen Castle, 7 giugno 1394), andata in sposa a re Riccardo II d'Inghilterra;
- Sigismondo (Praga, 14 o 15 febbraio 1368 – Znojmo, 9 dicembre 1437), imperatore, re di Boemia e d'Ungheria;
- Giovanni, duca di Görlitz ed elettore di Brandeburgo (1370–1396);
- Carlo (13 marzo 1372 – 24 luglio 1373);
- Margherita (29 settembre 1373 – 4 giugno 1410), che sposò Giovanni III burgravio di Norimberga;
- Enrico (agosto 1377 – 1378).

## Regina e imperatrice
Elisabetta fu una donna molto vigorosa, autonoma e fisicamente molto forte. La relazione tra Elisabetta e Carlo fu descritta come buona ed armoniosa. Durante la grave malattia che colpì il marito nel 1371, Elisabetta fece un piccolo pellegrinaggio camminando a piedi fino alla cattedrale e offrendo doni, in cambio della guarigione del consorte. La loro felice unione è stata ritratta anche da vari artisti, come ad esempio, all'epoca, alla base del mosaico della Porta d'oro della Cattedrale di San Vito a Praga e, nell'Otto e Novecento, nella commedia e poi film in Noc na Karlštejně (Una notte a Karlstein). In ogni caso si ritiene che essa non abbia mai esercitato alcuna influenza politica: Elisabetta era tormentata dal fatto che Carlo IV preferiva i figli nati dai precedenti matrimoni, ma d'altronde non fu in grado di cambiarne le preferenze.

## Vedovanza
Dopo la morte del marito, avvenuta a Praga il 29 novembre 1378, il figliastro di Elisabetta ascese al trono come Venceslao IV. Ella si preoccupò quindi di tutelare gli interessi dei suoi propri figli, in particolare del maggiore, Sigismondo, che supportava nei suoi sforzi di farsi incoronare re d'Ungheria.
Elisabetta sopravvisse a Carlo IV per quindici anni; morì il 14 febbraio 1393 a Königgrätz (l'attuale Hradec Králové) e fu sepolta accanto al marito, a Praga, nella cattedrale di San Vito.

## Ascendenza
|                           |                       |                       | Genitori           |  |  | Nonni |  |  | Bisnonni |  |  | Trisnonni |  |
|                           |                       |                       |                    |  |  |       |  |  | …        |  |  | …         |  |
|                           |                       |                       |                    |  |  |       |  |  | …        |  |  | …         |  |
|                           |                       | …                     |                    |  |  |       |  |  | …        |  |  |           |  |
| Wartislaw IV di Pomerania |                       |                       |                    |  |  |       |  |  | …        |  |  |           |  |
|                           |                       | …                     | …                  |  |  |       |  |  |          |  |  |           |  |
|                           |                       | …                     | …                  |  |  |       |  |  |          |  |  |           |  |
|                           |                       | …                     | …                  |  |  |       |  |  |          |  |  |           |  |
| Boghislao V di Pomerania  |                       | …                     |                    |  |  |       |  |  |          |  |  |           |  |
|                           |                       | …                     | …                  |  |  |       |  |  |          |  |  |           |  |
|                           |                       | …                     | …                  |  |  |       |  |  |          |  |  |           |  |
|                           |                       | …                     | …                  |  |  |       |  |  |          |  |  |           |  |
| Elisabetta di Slesia      |                       | …                     |                    |  |  |       |  |  |          |  |  |           |  |
|                           |                       | …                     | …                  |  |  |       |  |  |          |  |  |           |  |
|                           |                       | …                     | …                  |  |  |       |  |  |          |  |  |           |  |
|                           |                       | …                     | …                  |  |  |       |  |  |          |  |  |           |  |
| Elisabetta di Pomerania   |                       | …                     |                    |  |  |       |  |  |          |  |  |           |  |
|                           | Ladislao I di Polonia | Casimiro I di Cuiavia |                    |  |  |       |  |  |          |  |  |           |  |
|                           | Ladislao I di Polonia | Casimiro I di Cuiavia |                    |  |  |       |  |  |          |  |  |           |  |
|                           | Ladislao I di Polonia | Eufrosina di Opole    |                    |  |  |       |  |  |          |  |  |           |  |
| Casimiro III di Polonia   | Ladislao I di Polonia |                       |                    |  |  |       |  |  |          |  |  |           |  |
|                           |                       | Edvige di Kalisz      | Boleslao il Pio    |  |  |       |  |  |          |  |  |           |  |
|                           |                       | Edvige di Kalisz      | Boleslao il Pio    |  |  |       |  |  |          |  |  |           |  |
|                           |                       | Edvige di Kalisz      | Iolanda di Polonia |  |  |       |  |  |          |  |  |           |  |
| Elisabetta di Polonia     |                       | Edvige di Kalisz      |                    |  |  |       |  |  |          |  |  |           |  |
|                           |                       | Gediminas             | Butvydas           |  |  |       |  |  |          |  |  |           |  |
|                           |                       | Gediminas             | Butvydas           |  |  |       |  |  |          |  |  |           |  |
|                           |                       | Gediminas             | …                  |  |  |       |  |  |          |  |  |           |  |
| Aldona di Lituania        |                       | Gediminas             |                    |  |  |       |  |  |          |  |  |           |  |
|                           |                       | Jewna                 | Ivan di Polack     |  |  |       |  |  |          |  |  |           |  |
|                           |                       | Jewna                 | Ivan di Polack     |  |  |       |  |  |          |  |  |           |  |
|                           |                       | Jewna                 | …                  |  |  |       |  |  |          |  |  |           |  |
|                           |                       | Jewna                 |                    |  |  |       |  |  |          |  |  |           |  |